# Gaël Monfils
Gaël Sébastien Monfils (phát âm tiếng Pháp: [ɡaɛl mɔ̃ˈfis]; sinh ngày 1 tháng 9 năm 1986) là vận động viên quần vợt chuyên nghiệp người Pháp. Anh có được vị trí cao nhất Bảng xếp hạng ATP thế giới là vị trí số 6 Đơn vào ngày 7 tháng 11 năm 2016. Sự nghiệp tay vợt người Pháp nổi bật bao gồm 2 lần vào bán kết Grand Slam tại Pháp Mở rộng 2008 và Mỹ Mở rộng 2016, và ba lần vào đến vòng chung kết ATP World Tour Masters 1000 tại các giải Paris Masters vào năm 2009 và 2010 và tại giải Monte-Carlo Masters năm 2016. Monfils có tên trong Giải thưởng ATP World Tour năm 2005. Anh đã giành được 12 danh hiệu đơn ATP Tour và 22 lần về nhì, và lọt vào ít nhất một trận chung kết đơn ATP Tour mỗi năm kể từ năm 2005.

## Sự nghiệp quần vợt

### Trẻ
Khi thi đấu ở cấp độ trẻ, Monfils đã đạt thành tích 83-22, giành vị trí thứ nhất trong bảng xếp hạng trẻ thế giới vào tháng 2 năm 2004.

## Cuộc sống cá nhân
Monfils có biệt danh là "La Monf", hoặc đôi khi còn gọi là "Sliderman" do kỹ thuật trượt khác thường của anh ấy, đặc biệt là trên bề mặt đất nện. Anh có một người em trai, Daryl, cũng là vận động viên quần vợt. Gaël và Daryl đã đánh đôi với nhau trong giải Open Sud de France 2012 và thua ở vòng đầu tiên.
Monfils đã kết hôn với tay vợt WTA Elina Svitolina. Họ công khai mối quan hệ của mình vào năm 2019, thông báo đính hôn vào ngày 3 tháng 4 năm 2021 và kết hôn vào ngày 16 tháng 7 năm 2021. Vào ngày 15 tháng 5 năm 2022, Svitolina và Monfils thông báo rằng họ đang mong đợi đứa con đầu lòng của họ , một cô con gái. Vào ngày 15 tháng 10 cùng năm, họ chào đón cô con gái Skaï Monfils chào đời và công bố điều đó trên tài khoản xã hội của họ.

## Thống kê sự nghiệp

### Grand Slam
| VĐ | CK | BK | TK | V# | RR | Q# | A | NH |

Giẩi đấu hiện tại Giải quần vợt Úc Mở rộng 2017.
| Sự kiện            | 2004 | 2005 | 2006 | 2007 | 2008 | 2009 | 2010 | 2011 | 2012 | 2013 | 2014 | 2015 | 2016 | 2017 | SR     | W–L   | Win % |
| ------------------ | ---- | ---- | ---- | ---- | ---- | ---- | ---- | ---- | ---- | ---- | ---- | ---- | ---- | ---- | ------ | ----- | ----- |
| Sự kiện Grand Slam |      |      |      |      |      |      |      |      |      |      |      |      |      |      |        |       |       |
| Úc Mở rộng         | A    | V2   | V1   | V3   | A    | V4   | V3   | V3   | V3   | V3   | V3   | V2   | Tk   | V4   | 0 / 12 | 24–12 | 66.67 |
| Pháp Mở rộng       | Q1   | V1   | V4   | V3   | BK   | TK   | V2   | TK   | A    | V3   | TK   | V4   | A    |      | 0 / 10 | 28–10 | 73.68 |
| Wimbledon          | A    | V3   | V1   | V3   | A    | A    | V3   | V3   | A    | A    | V2   | V3   | V1   |      | 0 / 8  | 11–8  | 57.89 |
| Mỹ Mở rộng         | A    | V1   | V2   | A    | V4   | V4   | TK   | V2   | A    | V2   | TK   | V1   | BK   |      | 0 / 10 | 22–10 | 68.75 |
| Thắng - Thua       | 0–0  | 3–4  | 4–4  | 6–3  | 8–2  | 10–3 | 9–4  | 9–4  | 2–1  | 5–3  | 11–4 | 6–4  | 9–3  | 3–1  | 0 / 40 | 85–40 | 68.00 |

## Các trận chung kết quan trọng

### Chung kết Masters 1000

#### Đơn: 3 (3 á quân)
| Kết quả | Năm  | Giải đấu            | Mặt sân  | Đối thủ         | Tỷ số              |
| ------- | ---- | ------------------- | -------- | --------------- | ------------------ |
| Á quân  | 2009 | Paris Masters       | Cứng (i) | Novak Djokovic  | 2–6, 7–5, 6–7(3–7) |
| Á quân  | 2010 | Paris Masters       | Cứng (i) | Robin Söderling | 1–6, 6–7(1–7)      |
| Á quân  | 2016 | Monte-Carlo Masters | Đất nện  | Rafael Nadal    | 5–7, 7–5, 0–6      |

## Chung kết ATP

### Đơn: 34 (12 danh hiệu, 22 á quân)
| Giải đấu               |
| ---------------------- |
| Grand Slam (0–0)       |
| ATP Finals (0–0)       |
| ATP Masters 1000 (0–3) |
| ATP 500 Series (3–5)   |
| ATP 250 Series (9–14)  |

| Mặt sân       |
| ------------- |
| Cứng (11–15)  |
| Đất nện (1–5) |
| Cỏ (0–1)      |
| Thảm (0–1)    |

| Kiểu sân          |
| ----------------- |
| Ngoài trời (4–12) |
| Trong nhà (8–10)  |

| Kết quả | Thắng-Thua | Ngày             | Giải đấu                                 | Cấp độ        | Mặt sân  | Đối thủ               | Tỷ số                   |
| ------- | ---------- | ---------------- | ---------------------------------------- | ------------- | -------- | --------------------- | ----------------------- |
| Vô địch | 1–0        | Th8 năm 2005     | Sopot Open, Ba Lan                       | International | Đất nện  | Florian Mayer         | 7–6(8–6), 4–6, 7–5      |
| Á quân  | 1–1        | Th10 năm 2005    | Open de Moselle, Pháp                    | International | Cứng (i) | Ivan Ljubičić         | 6–7(7–9), 0–6           |
| Á quân  | 1–2        | Th10 năm 2005    | Grand Prix de Tennis de Lyon, Pháp       | International | Thảm (i) | Andy Roddick          | 3–6, 2–6                |
| Á quân  | 1–3        | Th1 năm 2006     | Qatar Open, Qatar                        | International | Cứng     | Roger Federer         | 3–6, 6–7(5–7)           |
| Á quân  | 1–4        | tháng 5 năm 2007 | Pörtschach Open, Áo                      | International | Đất nện  | Juan Mónaco           | 6–7(3–7), 0–6           |
| Á quân  | 1–5        | Th10 năm 2008    | Vienna Open, Áo                          | Intl. Gold    | Cứng (i) | Philipp Petzschner    | 4–6, 4–6                |
| Á quân  | 1–6        | Th2 năm 2009     | Mexican Open, Mexico                     | 500 Series    | Đất nện  | Nicolás Almagro       | 4–6, 4–6                |
| Vô địch | 2–6        | Th9 năm 2009     | Open de Moselle, Pháp                    | 250 Series    | Cứng (i) | Philipp Kohlschreiber | 7–6(7–1), 3–6, 6–2      |
| Á quân  | 2–7        | Th11 năm 2009    | Paris Masters, Pháp                      | Masters 1000  | Cứng (i) | Novak Djokovic        | 2–6, 7–5, 6–7(3–7)      |
| Á quân  | 2–8        | Th7 năm 2010     | Stuttgart Open, Đức                      | 250 Series    | Đất nện  | Albert Montañés       | 2–6, 2–1 ret.           |
| Á quân  | 2–9        | Th10 năm 2010    | Japan Open, Nhật Bản                     | 500 Series    | Cứng     | Rafael Nadal          | 1–6, 5–7                |
| Vô địch | 3–9        | Th10 năm 2010    | Open Sud de France, Pháp                 | 250 Series    | Cứng (i) | Ivan Ljubičić         | 6–2, 5–7, 6–1           |
| Á quân  | 3–10       | Th11 năm 2010    | Paris Masters, Pháp                      | Masters 1000  | Cứng (i) | Robin Söderling       | 1–6, 6–7(1–7)           |
| Á quân  | 3–11       | Th8 năm 2011     | Washington Open, Mỹ                      | 500 Series    | Cứng     | Radek Štěpánek        | 4–6, 4–6                |
| Vô địch | 4–11       | Th10 năm 2011    | Stockholm Open, Thụy Điển                | 250 Series    | Cứng (i) | Jarkko Nieminen       | 7–5, 3–6, 6–2           |
| Á quân  | 4–12       | Th1 năm 2012     | Qatar Open, Qatar                        | 250 Series    | Cứng     | Jo-Wilfried Tsonga    | 5–7, 3–6                |
| Á quân  | 4–13       | Th2 năm 2012     | Open Sud de France, Pháp                 | 250 Series    | Cứng (i) | Tomáš Berdych         | 2–6, 6–4, 3–6           |
| Á quân  | 4–14       | tháng 5 năm 2013 | Open de Nice Côte d'Azur, Pháp           | 250 Series    | Đất nện  | Albert Montañés       | 0–6, 6–7(3–7)           |
| Á quân  | 4–15       | Th8 năm 2013     | Winston-Salem Open, Mỹ                   | 250 Series    | Cứng     | Jürgen Melzer         | 3–6, 1–2 chấn thương    |
| Á quân  | 4–16       | Th1 năm 2014     | Qatar Open, Qatar                        | 250 Series    | Cứng     | Rafael Nadal          | 1–6, 7–6(7–5), 2–6      |
| Vô địch | 5–16       | Th2 năm 2014     | Open Sud de France, Pháp (2)             | 250 Series    | Cứng (i) | Richard Gasquet       | 6–4, 6–4                |
| Á quân  | 5–17       | Th2 năm 2015     | Open 13, Pháp                            | 250 Series    | Cứng (i) | Gilles Simon          | 4–6, 6–1, 6–7(4–7)      |
| Á quân  | 5–18       | Th2 năm 2016     | Rotterdam Open, Hà Lan                   | 500 Series    | Cứng (i) | Martin Kližan         | 7–6(7–1), 3–6, 1–6      |
| Á quân  | 5–19       | Th4 năm 2016     | Monte-Carlo Masters, Monaco              | Masters 1000  | Đất nện  | Rafael Nadal          | 5–7, 7–5, 0–6           |
| Vô địch | 6–19       | Th7 năm 2016     | Washington Open, Mỹ                      | 500 Series    | Cứng     | Ivo Karlović          | 5–7, 7–6(8–6), 6–4      |
| Á quân  | 6–20       | Th7 năm 2017     | Eastbourne International, Vương quốc Anh | 250 Series    | Cỏ       | Novak Djokovic        | 3–6, 4–6                |
| Vô địch | 7–20       | Th1 năm 2018     | Qatar Open, Qatar                        | 250 Series    | Cứng     | Andrey Rublev         | 6–2, 6–3                |
| Á quân  | 7–21       | Th10 năm 2018    | European Open, Bỉ                        | 250 Series    | Cứng (i) | Kyle Edmund           | 6–3, 6–7(2–7), 6–7(4–7) |
| Vô địch | 8–21       | Th2 năm 2019     | Rotterdam Open, Hà Lan                   | 500 Series    | Cứng (i) | Stan Wawrinka         | 6–3, 1–6, 6–2           |
| Vô địch | 9–21       | Th2 năm 2020     | Open Sud de France, Pháp (3)             | 250 Series    | Cứng (i) | Vasek Pospisil        | 7–5, 6–3                |
| Vô địch | 10–21      | Th2 năm 2020     | Rotterdam Open, Hà Lan (2)               | 500 Series    | Cứng (i) | Félix Auger-Aliassime | 6–2, 6–4                |
| Á quân  | 10–22      | Th10 năm 2021    | Sofia Open, Bulgaria                     | 250 Series    | Cứng (i) | Jannik Sinner         | 3–6, 4–6                |
| Vô địch | 11–22      | Th1 năm 2022     | Adelaide International 1, Australia      | 250 Series    | Cứng     | Karen Khachanov       | 6–4, 6–4                |
| Vô địch | 12–22      | Th10 năm 2023    | Stockholm Open, Thụy Điển                | 250 Series    | Cứng (i) | Pavel Kotov           | 4–6, 7–6(8–6), 6–3      |
| Vô địch | 13–22      | Th1 năm 2025     | Auckland Open, New Zealand               | 250 Series    | Cứng     | Zizou Bergs           | 6–3, 6–4                |